# Yole Burlini
Yole Burlini (São Paulo, 13 de março de 1898 - ?) foi uma atriz brasileira de descendência francesa. É conhecida por ter participado de vários filmes brasileiros, ainda na era muda, entre os quais Perdida, de 1916, e Aventuras de Gregório, de 1920, ambos filmes do cineasta Luiz de Barros.

## Biografia
Yole Burlini nasceu em São Paulo, no dia 13 de março de 1898. Burlini estudava na Escola Dramática Municipal, primeira escola de teatro do Brasil. Começou sua carreira artística por volta de 1912, participando de algumas peças. Em 1923, Burlini entrou para a companhia teatral de Vicente Celestino. Mais tarde, em 1925, entrou para a companhia de Leopoldo Fróes.
Estreou no cinema com o filme "Perdida", de Luiz de Barros, interpretando a personagem principal Nanette Lubin. No cinema também atuaria nos longas-metragens "A Joia Maldita", também de Luiz de Barros, "Maternidade", de Antonio Tibiriçá, e no curta-metragem "Aventuras de Gregório".

## Filmografia
- Perdida, Luiz de Barros, 1916, como Nanette Lubin
- Maternidade, Antonio Tibiriçá, 1917
- Aventuras de Gregório, Luiz de Barros, 1920
- A Joia Maldita, Luiz de Barros, 1920